# Права человека на Мальте
Права человека на Мальте — ряд законов, защищающих права человека, определённые конституцией. Было создано несколько организаций и НПО, целью которых является повышение осведомлённости о определённых свободах и правах на Мальте.

## История
15 июня 1802 года сто четыре представителя мальтийских городов и деревень подписали декларацию, в которой подтверждалась монархическая власть и основной набор прав:
- Свободные люди имеют право выбирать свою религию.
- Ни один человек не имеет никакой личной власти над жизнью, имуществом или свободой другого.
- Власть заключена только в законе, и ограничение или наказание могут осуществляться только в соответствии с законом.

После Первой мировой войны Мальта была поражена неспособностью обеспечить основными продовольственными товарами большинство островов, что увеличило стоимость жизни после войны. Доктор Филиппо Скеберрас из Национальной Ассамблеи Мальты работал на защиту нации и способствовал социальным и политическим изменениям. Он созвал заседание Национального собрания 7 июня 1919 года. Во время проведения Национальной ассамблеи толпа демонстрантов взбунтовалась с негодованием по отношению к действующему британскому командованию. Это привело к гибели четырёх мальтийских граждан от рук британских солдат, что теперь отмечается как национальный праздник Сетте Джуньо. После этого осложнения конституционный прогресс ускорился, и 20 ноября 1919 года мальтийцам было обеспечено предоставление собственного парламента, позволяющего урегулировать внутренние дела внутри страны. Впоследствии 30 апреля 1921 года была принята новая конституция. Были проведены выборы, и в ноябре был собран первый мальтийский парламент.
Конституция 1941 года исходила из Европейской конвенции о правах человека, вступившей в силу в 1953 году. В нём утверждалось право каждого человека на Мальте на основные права и свободы личности. Мальта обрела независимость от Британской империи в сентябре 1964 года. Конституция 1964 года содержала обширный и подлежащий исполнению в судебном порядке билль о правах, например, право на жизнь и личную неприкосновенность, неприкосновенность жилища и другого имущества. В 2004 году Мальта вступила в Евросоюз.

## Обращение с группами и меньшинствами
В принципе, все основные права и свободы в равной степени распространяются на всех людей, однако на Мальте произошли события, и сообщалось о сценариях, которые отражают уровень неравенства между группами и меньшинствами.

### Беженцы
Закон предусматривает предоставление убежища или статуса беженца, а правительство создало систему обеспечения защиты беженцев. Мальта подписала Конвенцию о статусе беженцев 1951 года и Протокол к ней 1967 года с 1971 года.

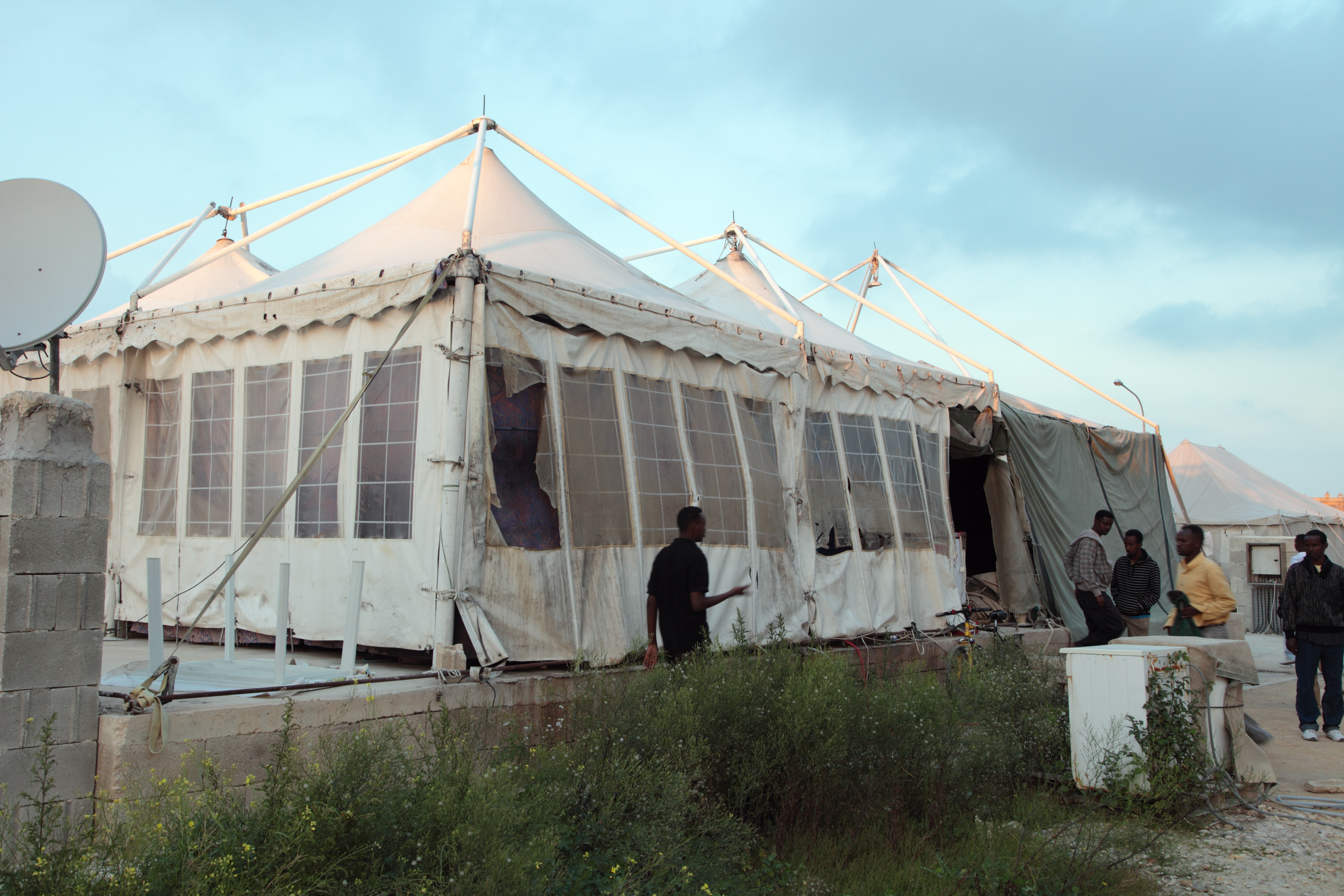
Мальтийский лагерь беженцев

После того, как искатель убежища подал заявление, он/она имеет следующие права:
- Право оставаться на Мальте до рассмотрения дела.
- Право на получение информации о процедуре предоставления убежища.
- Право на получение услуг переводчика.
- Право на общение с УВКБ ООН.
- Право на получение юридической помощи.
- Право на конфиденциальность.

В период с января 2018 по сентябрь 2018 статус беженца получили 100 человек. С января 2018 по август 2018 года страна предоставила дополнительную защиту 334 лицам.

### ЛГБТ
Мальта — одна из немногих стран в мире, уравнявшая права ЛГБТ на конституционном уровне. В настоящее время Мальта занимает первое место в рейтинге ILGA-Europe (Международная ассоциация лесбиянок, геев, бисексуалов, трансгендеров и интерсексуалов) среди всех 49 стран Европы с точки зрения соблюдения прав человека и равенства.
Правительство Мальты также ввело ещё одну меру в поддержку прав ЛГБТК +, введя небинарный пол «X» в качестве опции в официальной документации..

### Права женщин
По состоянию на 2015 год, Мальта занимает 15 место в ЕС-28, согласно индексу, опубликованному Европейским институтом гендерного равенства.
Организации, включая Национальный совет женщин на Мальте (NCW) и Фонд защиты прав женщин, существуют как внешний орган, который продвигает права и просвещает женщин относительно их соответствующих прав. Например, Национальный совет женщин на Мальте публикует ежегодные резолюции, которые рассматривают множество вопросов. Резолюции NCW от января 2019 включали:
- Баланс жизни и гендерный разрыв в оплате труда
- Комплексный подход к миграции
- Увеличение оплачиваемого отпуска по уходу за отцом для отцов

### Инвалидность
Закон о равных возможностях (инвалиды) (Закон I 2000 г.) (Глава 413) запрещает несправедливую дискриминацию по предпосылке инвалидности. Целью стратегии является содействие лучшим возможностям для людей с ограниченными возможностями на рынке труда, совершенствование образовательного опыта, предоставление социальных услуг и продвижение основных прав человека.